# Crassicorophium bonellii
Crassicorophium bonellii is een vlokreeftensoort uit de familie van de Corophiidae. De wetenschappelijke naam van de soort is voor het eerst geldig gepubliceerd in 1830 door Milne Edwards.